# Bodo Zimmermann (Offizier)

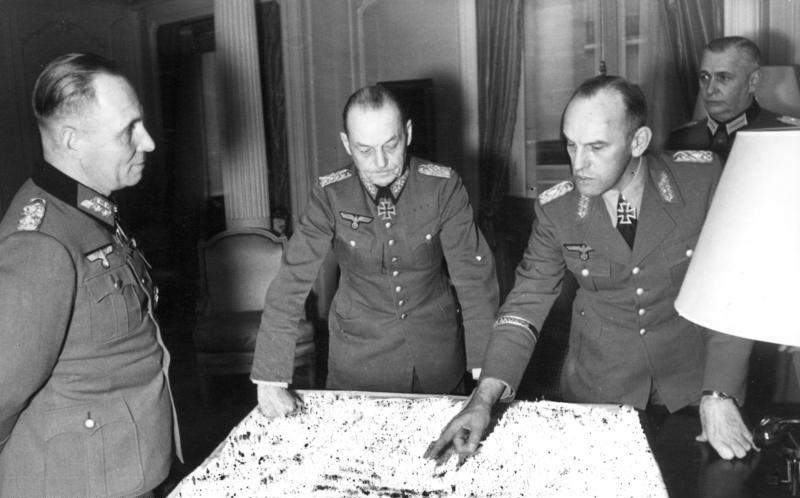
Rommel, von Rundstedt, Gause und Zimmermann (v. l. n. r.)

Bodo Zimmermann (* 26. November 1886 in Metz; † 16. April 1963 in Bonn) war ein deutscher Generalleutnant im Zweiten Weltkrieg.

## Leben
Zimmermann trat aus dem Kadettenkorps kommend im März 1906 als Fähnrich in das Königs-Infanterie-Regiment (6. Lothringisches) Nr. 145 der Preußischen Armee ein. Hier wurde er im Januar 1907 zum Leutnant befördert. Als solcher war er Adjutant des I. Bataillons und wurde 1914 an die Kriegsakademie kommandiert. Seine Ausbildung dort musste er aufgrund des Ausbruchs des Ersten Weltkriegs abbrechen. Im Kriegsverlauf diente er u. a. als Hauptmann im Generalstab beim Generalkommando des III. Armee-Korps und war 1917/18 Abteilungsleiter im Kriegspresseamt der OHL gewesen. 1918 erschienen 35 verschiedene Merkblätter zum Weltkrieg von ihm. 1918 brachte er auch im Verlag Siegismund neun Texte heraus. Dabei handelte es sich in acht Fällen um Propaganda Broschüren mit 38 bis 48 Seiten. 1919 kam sein Buch Der Zusammenbruch heraus, wo er sich mit Zusammenbruch und Ursachen der Niederlage beschäftigte. Das Inhaltsverzeichnis führt Kapitel wie Die Schuld, Der Irrwahn und Falsche Götter auf. 1920 nahm Zimmermann unter Verleihung des Charakters als Major seinen Abschied.
Er gründete 1920 den Militärverlag Offene Worte in Berlin. Im Verlag veröffentlichte er von 1931 bis 1941 fünf Bücher.
Nach dem Beginn des Zweiten Weltkriegs wurde Zimmermann im Dezember 1939 reaktiviert und als Erster Generalstabsoffizier der 1. Armee verwendet. Im Oktober 1940 wurde er zum Ersten Generalstabsoffizier der Heeresgruppe D im besetzten Frankreich ernannt. In dieser Funktion folgte am 1. August 1941 seine Beförderung zum Oberstleutnant sowie am 1. Dezember 1942 zum Oberst. Nach der Alliierten Landung in der Normandie stieg Zimmermann im Herbst 1944 zum Chef der Führungsabteilung des Oberbefehlshabers West auf und verblieb in dieser Stellung bis Kriegsende. Am 25. September 1944 erhielt Zimmermann das Deutsche Kreuz in Gold und am 1. Dezember 1944 wurde er zum Generalmajor befördert. Am 1. Mai 1945, acht Tage vor der Kapitulation, wurde Zimmermann noch Generalleutnant. Er blieb bis 1947 in Kriegsgefangenschaft.

## Werke
- Das Argonnenbuch Siegismund, Berlin 1918
- Drauf! Siegismund, Berlin 1918
- Wir schaffen's! Siegismund, Berlin 1918
- Unsere Kriegslage und die Zukunft: Ein Rückblick und Ausblick Siegismund, Berlin 1918
- Der Zusammenbruch Siegismund, Berlin 1919
- Die Soldatenfibel Offene Wort, Berlin 1931
- Die (neue) Gruppe Offene Wort, Berlin 1932
- Die Tarnfibel Offene Wort, Berlin 1933
- M. G. 34. Offene Wort, Berlin 1937
- Die Gruppe der Schützenkompanie zu 12 Gruppen Offene Wort, Berlin 1941